# Namne
En namne är en person med samma namn som någon annan; helst ska både tilltals- och efternamnet vara detsamma.
Vissa släkter har traditionella tilltalsnamn och därför kan det finnas många namnar inom släkten; ett exempel är namnet Carl Hamilton.
För att undvika förväxlingar med sina namnen stavning på sitt namn eller lägger till initialer, såsom i fallen med Stieg Larsson (för att särskilja sig från Stig Larsson) och Michael J. Fox (vars namne Michael Fox också var en skådespelare). Det uppstår ibland konflikter mellan personer med samma namn, exempelvis kring vem som ska ha företräde till det oförändrade namnet. Ett exempel är författarna Jan Mårtenson och Jan Mårtenson. Fackförbund som Screen Actors Guild i USA undviker att ha medlemmar med samma namn eller mycket liknande namn.

## Kuriosa
I Sverige finns Svenska Kennethklubben för personer med tilltalsnamnet Kenneth.